# Muac

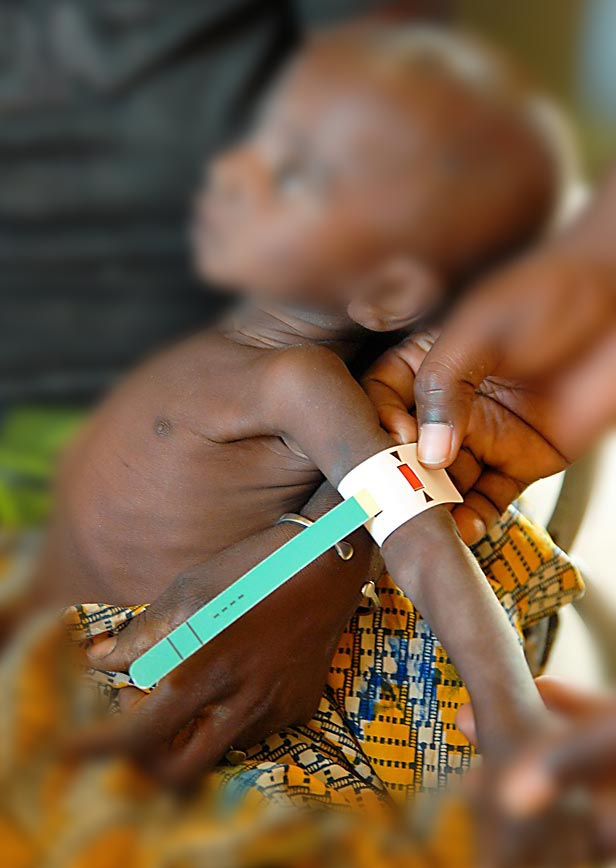
Muac-Band im Einsatz

MUAC (Englisch für Mid-Upper Arm Circumference) ist ein Schnelltest für Kinder, mit dem der Ernährungszustand eines Kindes festgestellt wird. Der MUAC-Test wird mit einem speziellen Armband durchgeführt, das den Oberarmumfang bei Kindern zwischen 1 und 5 Jahren misst. Das MUAC-Band hat einen grünen, einen gelben und einen roten Bereich. Der grüne Bereich geht von 21 Zentimetern bis 12,5 Zentimetern Oberarmumfang. Der gelbe Bereich von 12,5 Zentimetern bis 11 Zentimetern und der rote Bereich liegt unter 11 Zentimetern.
- Grüner Bereich: ausreichender Ernährungszustand
- Gelber Bereich: moderate Unterernährung
- Roter Bereich: akute Mangelernährung

Der MUAC-Test eignet sich besonders dann, wenn eine große Gruppe von Kindern untersucht werden muss, zum Beispiel vor der Aufnahme in ein Flüchtlingslager. Es gibt Bestrebungen, diesen Test auch auf Erwachsene auszuweiten. In diesem Fall wird der grüne Bereich größer als 18,5 Zentimeter definiert. Der gelbe Bereich liegt zwischen 18,5 Zentimetern und 16,0 Zentimetern. Als roter Bereich gilt ein Wert kleiner als 16,0 Zentimeter. Das MUAC-Band wird am Oberarm, in der Mitte zwischen Schulter und Ellbogen angelegt. Der MUAC-Test kann auch von antrainierten Hilfskräften ausgeführt werden und ermöglicht einen schnellen Lageüberblick des Ernährungszustandes einer großen Gruppe von Menschen.
Der MUAC-Test wird von Hilfsorganisationen wie beispielsweise Ärzte ohne Grenzen, der Caritas, der Diakonie, den German Doctors, dem Roten Kreuz, World Vision und UN-Organisationen wie der WHO, der UNICEF, Save the Children und dem UNHCR eingesetzt.